# Mouloudia Club d'Oujda
Il Mouloudia Club d'Oujda (in arabo مولودية وجدة‎?) è una società calcistica marocchina con sede nella città di Oujda. Milita nella Botola 1 Pro, la massima divisione del campionato marocchino di calcio.
Il club fu fondato nel 1946. Il termine mouloudia significa "nascita" in arabo e fu dato al club dato che il giorno della sua fondazione, il 16 marzo, coincide con quello della nascita di Maometto.
Gioca le partite casalinghe allo stadio d'onore di Oujda (35 000 posti).

## Palmarès

### Competizioni nazionali
- Campionato marocchino: 1

1974-1975
- Coppa del Marocco: 4

1956-1957, 1957-1958, 1959-1960, 1961-1962
- Campionato marocchino di seconda divisione: 4

2002-2003, 2006-2007, 1963-1964, 2017-2018

### Altri piazzamenti
- Coppa del Marocco:

Finalista: 1958-1959
Semifinalista: 1973-1974, 1976-1977, 2023-2024
- Supercoppa del Marocco:

Finalista: 1962, 1975
- Coppa dei Campioni del Maghreb:

Semifinalista: 1976

## Rosa
| N. |                    | Ruolo | Calciatore          |
| -- | ------------------ | ----- | ------------------- |
|    | Marocco (bandiera) | P     | Mohamed Boujad      |
|    | Marocco (bandiera) | P     | Mehdi Maftah        |
|    | Marocco (bandiera) | P     | Amine Taalba        |
|    | Marocco (bandiera) | D     | Oualid Sail         |
|    | Nigeria (bandiera) | D     | Orji Okagbue        |
|    | Marocco (bandiera) | D     | Jamal Harkass       |
|    | Marocco (bandiera) | D     | Soufiane Karkache   |
|    | Marocco (bandiera) | D     | Anass Lamrabat      |
|    | Marocco (bandiera) | D     | Nabil Loualji       |
|    | Marocco (bandiera) | D     | Hicham Harouache    |
|    | Marocco (bandiera) | D     | Youssef El Omari    |
|    | Marocco (bandiera) | D     | Soufian Akouili     |
|    | Marocco (bandiera) | D     | Abdellah Khafifi    |
|    | Marocco (bandiera) | C     | Nassreddine Taraina |
|    | Marocco (bandiera) | C     | Abdelghani Moumni   |
|    | Marocco (bandiera) | C     | Youssef Fennich     |

| N. |                    | Ruolo | Calciatore          |
| -- | ------------------ | ----- | ------------------- |
|    | Marocco (bandiera) | C     | Elyes Seddiki       |
|    | Marocco (bandiera) | C     | Anass Ouerdani      |
|    | Marocco (bandiera) | C     | Salim Ndao          |
|    | Marocco (bandiera) | C     | Alaeddine Bouchenna |
|    | Marocco (bandiera) | C     | Soufiane Bahassa    |
|    | Marocco (bandiera) | C     | Abdelmoula Berrabeh |
|    | Marocco (bandiera) | C     | Youssef El Gnaoui   |
|    | Marocco (bandiera) | A     | Abdelhadi Halhoul   |
|    | Marocco (bandiera) | A     | Taoufik Ijrouten    |
|    | Nigeria (bandiera) | A     | Bernard Bulbwa      |
|    | Marocco (bandiera) | A     | Noah Sadaoui        |
|    | Uganda (bandiera)  | A     | Milton Karisa       |
|    | Brasile (bandiera) | A     | Jefferson Da Silva  |
|    | Nigeria (bandiera) | A     | Emeka Ogbugh        |
|    | Marocco (bandiera) | A     | Ismael El Omari     |
|    | Marocco (bandiera) | A     | Mehdi Jaki          |